# Asaccus montanus
Asaccus montanus — вид геконоподібних ящірок родини Phyllodactylidae. Ендемік Оману.

## Опис
Тіло (не враховуючи хвоста) сягає 40 мм завдовжки.

## Поширення і екологія
Asaccus montanus є ендеміками гірського масиву Джебель-Ахдар в горах Хаджар на північному заході Оману. Вид живе серед скель і валунів у ваді, трапляється в печерах. Зустрічається на висоті від 1850 до 2250 м над рівнем моря.

## Збереження
МСОП класифікує цей вид як вразливий. Asaccus montanus загрожує знищення природного середовища.